# 瀬戸市立古瀬戸小学校
瀬戸市立古瀬戸小学校（せとしりつこせとしょうがっこう）は、かつて愛知県瀬戸市古瀬戸町70にあった公立の小学校。瀬戸川の上流部に位置し、学区内の伝統産業は陶磁器産業（瀬戸焼）である。

## 歴史
1940年（昭和15年）4月1日に深川尋常小学校（現・瀬戸市立深川小学校）から分離され、瀬戸市古瀬戸尋常小学校として創立された。戦後の1947年（昭和22年）に瀬戸市立古瀬戸小学校に改称した。愛知県県主催の水質パトロールでは8年連続で最優秀賞を獲得している。
2020年（令和2年）3月31日、瀬戸市の中心市街地の5校（瀬戸市立道泉小学校、瀬戸市立深川小学校、瀬戸市立古瀬戸小学校、瀬戸市立東明小学校、瀬戸市立祖母懐小学校）と2中学校（瀬戸市立本山中学校、瀬戸市立祖東中学校）を統合、義務教育学校の瀬戸市立にじの丘学園の開校により廃校。
1947年度（昭和22年度）の児童数は588人を数え、1957年度（昭和32年度）の児童数は595人、1967年度（昭和42年度）の児童数は474人、1977年度（昭和52年度）の児童数は408人だった。しかしその後は児童数が年々減少している。1997年度（平成9年度）には201人となり、1998年以降は単学級（1学年1学級）となっている。2017年度（平成29年度）の児童数は91人にまで減少した。
閉校後は女子サッカーチームのラブリッジ名古屋の練習場に改装され活用される。

### 児童数の変遷
『愛知県小中学校誌』（2018年）によると、児童数の変遷は以下の通りである。
| 1947年（昭和22年） | 588人 |  |
| 1957年（昭和32年） | 595人 |  |
| 1967年（昭和42年） | 474人 |  |
| 1977年（昭和52年） | 408人 |  |
| 1987年（昭和62年） | 396人 |  |
| 1997年（平成9年）  | 201人 |  |
| 2007年（平成19年） | 136人 |  |
| 2017年（平成29年） | 91人  |  |

## 教育目標
- 「思いやりのある子・元気な子・よく学ぶ子」

## 通学区域
- 古瀬戸町
- 西古瀬戸町
- 紺屋田町
- 五位塚町
- 馬ヶ城町
- 東古瀬戸町
- 西拝戸町
- 東拝戸町（84番、86 - 99番を除く）
- 東町
- 東洞町
- 南東町
- 西洞町
- 仲洞町
- 寺本町
- 王子沢町

## 進学する中学校
中山町にある瀬戸市立祖東中学校に進学する。祖東中学校には、古瀬戸小学校以外に瀬戸市立深川小学校、瀬戸市立東明小学校、瀬戸市立祖母懐小学校が進学してくる。